# 沙井胡同
39°56′16″N 116°24′05″E / 39.9377307°N 116.4014157°E
沙井胡同是南锣鼓巷文化群的一个重要组成部分，沙井胡同在南锣鼓巷胡同的西边，北边和南边分别是黑芝麻胡同和景阳胡同。从沙井胡同一直往西走，就能到什刹海。东起南锣鼓巷，西止南下洼子胡同。全长294米，宽6米。

## 历史
元代属昭回坊。明代属靖恭坊，称沙家胡同。清代属镶黄旗，乾隆时沿称，宣统时称沙井胡同。民国后沿称。“文化大革命”中一度改称辉煌街六条，后恢复原名。胡同内15号院曾是黑芝麻胡同13号院清代光绪年间清末内务府大臣奎俊的前宅，现为北京市文物保护单位。